# Звенигородский, Юрий Андреевич
Князь Юрий Андреевич Звенигородский — стольник и воевода во времена правления Михаила Фёдоровича. Рюрикович в XXII колене, из княжеского рода Звенигородские.
Сын князя Андрея Дмитриевича Звенигородского. Имел брата князя Фёдора Андреевича.

## Биография
Стольник (1616). Послан от Государя с золотым к князю Борису Михайловичу Лыкову (1618), заместничал и написал челобитную о невозможности ему вручать золотой второму воеводе. Участвовал в числе поезжан на свадьбе царевича Михаила Каибуловича (февраль 1623). При приёме персидского посла назначен стоять в белом платье рындой, по левую руку царя, по правую руку должен был стоять князь Иван Фёдорович Татев, заместничал и не пошёл на своё место, и только силой удалось его заставить исполнить назначение (03 декабря 1623). В церемонии свадьбы царя Михаила Фёдоровича с Евдокией Лукьяновной Стрешневой «ехал перед Государём» (05 февраля 1626). Первый воевода Передового полка на Дедилове (март-сентябрь 1626). Приглашён к царскому столу в селе Рубцово (29 октября 1626). Назначен воеводой в Елец (13 февраля 1627). Воевода в Ельце (1628—1629). Участвует в церемонии приёма шведского посла (17, 21 и 24 февраля 1630; 17 мая 1631).
Владел поместьями в Вологодском уезде.
Имел сыновей: князей воеводу Алексея, окольничего Семёна и комнатного стольника Юрия Юрьевичей.